# شیمازو ناری‌آکیرا
شیمازو ناری‌آکیرا (به ژاپنی: 島津 斉彬 Shimazu Nariakira); (۲۸ آوریل ۱۸۰۹ – ۱۶ ژوئیهٔ ۱۸۵۸) یک سیاستمدار اهل ژاپن و بیست و هشتمین رهبر خاندان شیمازو وی پسر ارشد شیمازو ناری‌اوکی بود. برادر کوچکتر وی شیمازو هیسامیتسو بود. مادر وی ایوهیمه دختر ایکدا هارومیچی بود.
پس از وی پسر برادر وی شیمازو تادایوشی رهبر خاندان شیمازو شد اما در اصل قدرت در دست پدر وی شیمازو هیسامیتسو بود.